# 愛はさだめ、さだめは死
『愛はさだめ、さだめは死』（Love Is the Plan the Plan Is Death）は、ジェイムズ・ティプトリー・ジュニアの短編SF小説。早川書房より翻訳出版された本作を含む短編集の表題作でもある。

## 短編「愛はさだめ、さだめは死」
ヒト型種族が登場しない一風変わった小説で、巨大な蜘蛛に似た生命体の一人称で語られている。主人公はモッガディートという名の個体で、初めは種の本能に逆らおうと試みる。小説のタイトルに含まれる「さだめ（Plan）」とは、本能のことを意味する。この種族のライフサイクルは大変激しいもので、越冬の季節になると、種族の各個体は暖かい季節に持っていた理性を失い、本能の赴くまま活動する。
1973年4月にスティーブン・ゴールディンによって編まれたSFアンソロジー"The Alien Condition"に収録され、1973年のネビュラ賞短編部門を受賞し、1974年のヒューゴー賞ノヴェレット部門にノミネート、ローカス賞短編部門では第3席となる。1975年2月にハヤカワSF文庫版の原本となったティプトリー自身の短編集"Warm Worlds and Otherwise"に収録。その後もネビュラ賞受賞作を集めたアンソロジー"Nebula Award Stories Nine"や"The Best of the Nebulas"、ティプトリー名義の他の短編集にも度々収録された。
日本では1975年9月発行の「SFマガジン」に伊藤典夫訳で掲載されたのが初出である。その後、1987年8月にハヤカワSF文庫から出版された同名短編集に収録された。

## 短編集「愛はさだめ、さだめは死」
1975年2月にバレンタインブックスより、ティプトリー自身の短編集"Warm Worlds and Otherwise"として出版。表紙はドン・R・スミスが担当した。1977年にジェイムズ・ティプトリー・Jr.が女性であることが明かされる以前の短編集であり、冒頭にロバート・シルヴァーバーグによるエッセイ「ティプトリーとはだれ、はたまた何者? 」が収録されており、ティプトリー作品の「男性的特徴」を論じている（3年後の1978年2月分の追記として、ティプトリー本人から「"ティプトリー"はアリス・B・シェルドン博士の筆名である」ことを記した手紙がきたと書かれている）。1979年2月に同出版社より再版。表紙はマイケル・ヘリングに変更された。
日本版の表題作以外に、サイバーパンクの先駆と言われるヒューゴー賞受賞作「接続された女」や、その他にもネビュラ賞やローカス賞ノミネート作品が含まれている。1970年代前半の作品が中心であり、1990年7月に出版された早川書房の『SFハンドブック』では、本書をティプトリーの入門書として最適と推している。
日本では1987年8月にハヤカワSF文庫より、収録作の名をとり、「愛はさだめ、さだめは死」として伊藤典夫と浅倉久志の共訳で出版された。表紙は上原徹が担当した。巻末には解説として、大野万紀による「センス・オブ・ワンダーランドのアリス」が収録されている。サンリオSF文庫より出版された『老いたる霊長類の星への賛歌』に続き、日本で2冊目に出版されたティプトリーの著作である。

### 収録作品
- ティプトリーとはだれ、はたまた何者? ロバート・シルヴァーバーグによるエッセイ。浅倉久志訳
- すべての種類のイエス　浅倉久志訳
- 楽園の乳　浅倉久志訳
  - 1973年ローカス賞短編部門ノミネート
- そしてわたしは失われた道をたどり、この場所を見いだした　浅倉久志訳
- エイン博士の最後の飛行　伊藤典夫訳
  - 1969年ネビュラ賞短編部門ノミネート
- アンバージャック　浅倉久志訳
- 乙女に映しておぼろげに　浅倉久志訳
- 接続された女　浅倉久志訳
  - 1973年ネビュラ賞ノヴェレット部門ノミネート
  - 1974年ヒューゴー賞ノヴェラ部門受賞
  - 1974年ローカス賞短編部門ノミネート
- 恐竜の鼻は夜ひらく　浅倉久志訳
- 男たちの知らない女　伊藤典夫訳
  - 1974年ローカス賞短編部門ノミネート
- 断層　浅倉久志訳
- 愛はさだめ、さだめは死　伊藤典夫訳
  - 1973年ネビュラ賞短編部門受賞
  - 1974年ヒューゴー賞ノヴェレット部門ノミネート
  - 1974年ローカス賞短編部門ノミネート
- 最後の午後に　浅倉久志訳